# Папуанска харпија
Папуанска харпија или новогвинејска харпија (лат. Harpyopsis novaeguineae) је врста птице грабљивице из породице јастребова, једина је врста монотипичног рода Harpyopsis. Насељава острво Папуа (или Нова Гвинеја). 
Једна је од три врсте орла из потпородице Harpiinae. Друге две, насељавају Јужну Америку и то су харпија и гвајанска харпија или ћубасти орао.

## Опис
Папуанска харпија је велика птица која достиже дужину од 75–90 cm, распон крила од 157 cm и тежину од 1.600–2.400 g. Боја перја је са горње стране тела смеђа, а са доње прљаво бела, на глави има ћубу, крила су широка и на њима су по три пруге, има дугачак обли реп, кљун је јак, а зенице велике. Ноге су дуге и јаке, а канџе оштре. Полови су сличног изгледа, с' тим што је женка нешто већа од мужјака.

## Распрострањеност и станиште
Папуанска харпија је ендемит нетакнутих тропских кишних шума острва Папуе (или Нове Гвинеје), где представља главног грабљивца, након изумирања локалних џиновских варана (Varanus) и могуће врста из рода торбарских лавова (Thylacoleo). Најбројнија је на планинама, гнезди се у шумама на високом дрвећу, али јавља се и на нижим надморским висинама до нивоа мора, у пределима где су шуме остале нетакнуте.

## Исхрана
Највећи део њене исхране чине сисари торбари из породице Phalangeridae. Храни се и другим сисарима, као и птицама и змијама. Новогвинејски пси певачи (новогвинејски певајући пси) јој понекад краду плен, истовремено и они некад постају њен плен.

## Угроженост
Због смањивања станишта, мале величине популације, лова због перја, које се користе у церемонијама, папуанска харпија на црвеној листи IUCN-а има статус рањиве врсте. Налази се у Прилогу II „CITES” конвенције.